# بيل كاري (سياسي)
بيل كاري هو سياسي أمريكي، ولد في 17 ديسمبر 1951 في هارتفورد في الولايات المتحدة. نشط حزبياً في الحزب الديمقراطي. وقد انتخب عضو مجلس ولاية كونيتيكت ‏.